# 奧科洛納 (阿肯色州)
奧科洛納（英語：Okolona）是一個位於美國阿肯色州克拉克縣的市鎮。

## 地理
奧科洛納的座標為34°00′02″N 93°20′15″W / 34.00056°N 93.33750°W，而該地的平均海拔高度為113米（即371英尺）。

## 人口
根據2020年美國人口普查的數據，奧科洛納的面積為2.05平方千米，當中陸地面積為2.05平方千米，而水域面積為0.00平方千米。當地共有人口97人，而人口密度為每平方千米47人。